# Niks te gek!
Niks te gek! was een televisieserie van de NTR waarin het draait om wensen en verrassingen van mensen met een verstandelijke beperking, meestal met het syndroom van Down. Die wensen worden vervuld door Johan Overdevest en zijn team. De derde en laatste serie van het programma werd uitgezonden in maart en april 2014.

## Bekende mensen in "Niks te gek!"
- Ferry Doedens - musicalacteur
- Robert Kranenborg - chef-kok
- EPICA - symfonische metalband
- Marjolijn Touw - actrice, danseres en zangeres
- William Spaaij - musicalacteur, danser en zanger
- Lucille Werner - televisiepresentatrice
- Maik de Boer - stylist
- Robert ten Brink - televisiepresentator
- Krystl - zangeres/songwriter
- Dolf Jansen - cabaretier
- Victor Reinier - acteur, scenarioschrijver, regisseur en presentator
- Angela Schijf - (stem)actrice
- Anky van Grunsven - dressuuramazone
- Derk Boerrigter - voetballer
- Xander de Buisonjé - zanger
- Yuri van Gelder - turner
- Steven de Jong - regisseur en acteur
- Lange Frans - rapper en televisiepresentator
- Paul de Leeuw - televisiepresentator, komiek, cabaretier, programmamaker, acteur en zanger
- Django Wagner - zanger
- Carlo Boszhard - televisiepresentator, acteur, zanger, tekstschrijver en imitator
- Martijn Fischer - acteur
- Ruben L. Oppenheimer - cartoonist
- Pip Pellens - (stem)actrice
- Lionel Messi - Argentijns profvoetballer
- Carien Kleibeuker - schaatsster
- Paul van Loon - kinderboekenschrijver en zanger